# Ricklingen (Stadtbezirk)
Ricklingen ([ʁɪklɪŋən] ) ist der 9. Stadtbezirk in der niedersächsischen Landeshauptstadt Hannover. Er hat 46.098 Einwohner (23.321 Frauen und 22.777 Männer) und besteht aus den Stadtteilen Bornum (1.426 Einwohner), Mühlenberg (7.589 Einwohner), Oberricklingen (10.822 Einwohner), Ricklingen (13.089 Einwohner) und Wettbergen (13.172 Einwohner) (Stand: 31. Dezember 2022).

## Bornum

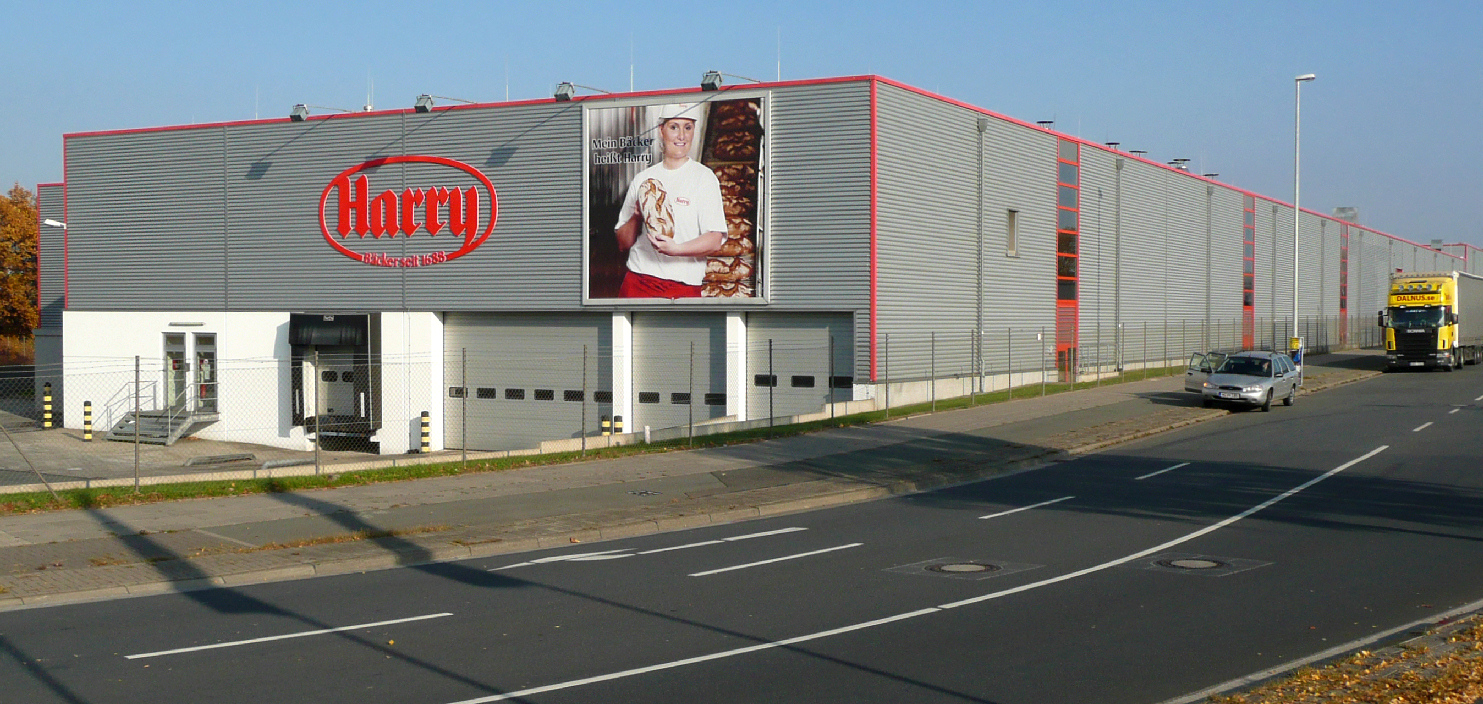
Harry-Brotfabrik

Bornum ist im Westen durch die Bahnstrecke Hannover–Altenbeken begrenzt, im Norden durch die Güterumgehungsbahn Hannover, im Osten durch die Straße Am Tönniesberg und im Süden durch die Bückeburger Allee (B 65).
Im westlich der Bornumer Straße liegenden Wohngebiet gibt es kein Einzelhandelsgeschäft. Die hier befindliche S-Bahn-Station sowie zwei Buslinien sorgen für die Anbindung mit öffentlichen Verkehrsmitteln. Im östlich gelegenen Gewerbegebiet auf dem Tönniesberg befinden sich der Großmarkt Hannover sowie eine Brotfabrik von Harry (entstanden aus der 1929 übernommenen Hannoverschen Brotfabrik AG, kurz Habag). Hier liegt auch die Feuer- und Rettungswache 4 der hannoverschen Berufsfeuerwehr, zugleich Standort der Freiwilligen Feuerwehren Bornum und Ricklingen.
Bornums Name entstand aus Born und Heim. Es wurde 1130 erstmals urkundlich erwähnt und bestand fast das ganze Mittelalter hindurch aus 14 Hofstellen. Im Siebenjährigen Krieg lagerten 1757 in der Nähe des Ortes französische Truppen. Ab 1850 wuchsen die Ansiedlungen. 1890 entstand auf Bornumer Gebiet die Kolonie Körtingsdorf, welche heute zu Badenstedt gehört. 1909 wurde Bornum mit damals 865 Einwohnern nach Linden eingemeindet und kam mit dessen Eingemeindung 1920 zur Stadt Hannover.

## Mühlenberg

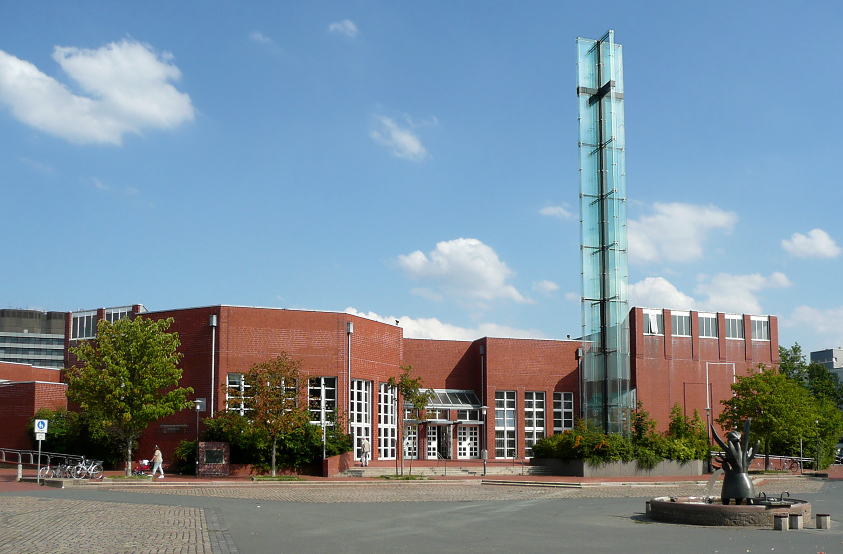
Ökumenisches Kirchenzentrum Mühlenberg

Mühlenberg liegt auf dem gleichnamigen langgestreckten Hügel. Die namensgebende ehemalige Wettberger Mühle steht auf der Südseite des Hügels bereits im Stadtteil Wettbergen. Der Stadtteil wird begrenzt im Norden durch die Bückeburger Allee (B 65), im Osten durch die Hamelner Chaussee (B 217), im Süden die IGS Mühlenberg und den Pater-Kolbe-Gang und im Westen durch die Stadtgrenze zu Empelde.
Der Stadtteil Mühlenberg wurde in den 1960er Jahren zunächst mit Reihenhäusern und für die damalige Zeit sehr modern und offen mit weitläufigen Grünanlagen umgeben angelegten viergeschossigen Eigentums- und Mietwohnungen erbaut, denen in den 1970er Jahren zahlreiche Hochhäuser im Stile von Großwohnsiedlungen folgten.
Nachdem der Mühlenberg in den Anfangsjahren als moderner neuer Stadtteil im Grünen teilweise recht beliebt war und viele einheimische Familien aus der Mittelschicht anzog, kippte das soziale Gefüge in Teilen des Stadtteils in den 1980er Jahren. Dieser Teil des Stadtteils hat sich zu einem sozialen Brennpunkt entwickelt.
Die Stadtrandlage mit einem von parkartigen Grünflächen umgebenen Teich und die aufwendige Infrastruktur mit einer großen integrierten Gesamtschule für rund 2000 Schüler, die das Freizeitheim Weiße Rose, Jugendzentrum, Stadtbibliothek, Bezirkssportanlage und andere Angebote beheimatet, im Weiteren ein relativ großer Sportverein, ein großer Bahnengolfplatz, Stadtbahn und Busbahnhof, ein ökumenisches Kirchenzentrum sowie eine Fußgängerzone mit vielen Geschäften und Marktplatz werten den Wohnwert und die Lebensqualität des Stadtteils auf. Zudem gibt es mehrere Kitas, eine Grundschule und diverse soziale Angebote; ein Spielhaus, einen sozial betreuten Nachbarschaftstreff mit Mittagstisch, Hausaufgabenhilfe und Internetcafe und eine umfassende Beratungsinfrastruktur für Migranten. Außerdem befinden sich im Stadtteil Mühlenberg zwei große Verwaltungsgebäude des e.on-Konzerns.
2016 lebten in Mühlenberg rund 7000 Menschen, davon rund 56 % Menschen mit Migrationshintergrund aus über 50 Nationen.

## Oberricklingen

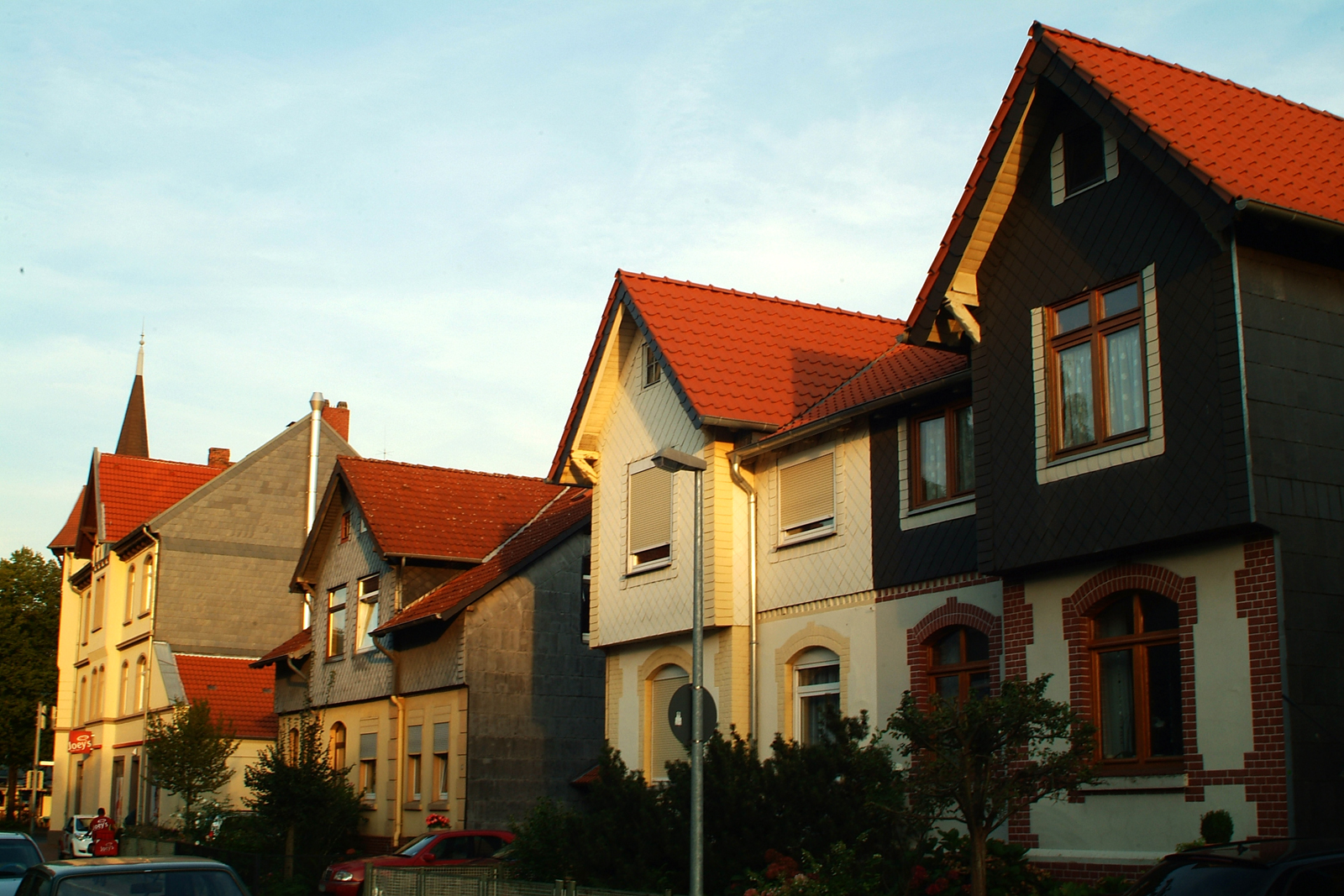
Häuser in der Schnabelstraße, Oberricklingen

Oberricklingen ist ein nahezu quadratisches Gebiet mit einer Kantenlänge von etwa einem Kilometer. Im Norden grenzt die kreuzungsfrei zum Schnellweg ausgebaute Bückeburger Allee (B 65) den Stadtteil gegen das Ricklinger Industriegebiet ab. Im Osten trennt die Frankfurter Allee (B 6, B 3), welche Ricklinger Kreisel und Landwehrkreisel verbindet (B 6), das alte Ricklingen ab (inoffiziell auch Unterricklingen oder Alt-Ricklingen genannt in Abgrenzung zu Oberricklingen). Im Süden schließt das große Gelände des Ricklinger Friedhofs den Stadtteil ab und im Südwesten die Bergfeldstraße am angrenzenden Stadtteil Wettbergen. Im Westen trennt die Hamelner Chaussee (B 217) den Stadtteil vom benachbarten Mühlenberg.
Um das Jahr 1200 datieren Urkunden, in denen erstmals Groten Ricklinge und Lutteken Ricklinge (großes und kleines Ricklingen), wobei das große Ricklingen das heutige (Alt-)Ricklingen ist. Das kleine Ricklingen liegt hingegen am Boven dem Ypolle, dem Tönniesberg, benannt nach einer ehemals dort befindlichen Kapelle des Heiligen Antonius. „Riclinge minor lag boven dem Ypolle“ „unweit Ricklingen, nach Bornum hinwärts“, „lutken ricklinge by sunte antonies“ (Klein Ricklingen bei Sankt Antonius); „kleinen Ricklingen bey dem Ihlpohl.“
In einem schnellen Aufschwung als Folge der Industrialisierung entstand das heutige Oberricklingen als Wohnsiedlung von Arbeitern für das nördlich gelegene Linden, in das Oberricklingen zusammen mit Ricklingen 1913 eingemeindet wurde, bis Linden sieben Jahre später nach Hannover eingemeindet wurde. Im Zweiten Weltkrieg erlitt Oberricklingen aufgrund der Nähe zu den Bahnanlagen starke Zerstörungen.
Oberricklingen ist nur über wenige Straßen erreichbar, nämlich Göttinger Chaussee, Ricklinger Stadtweg, Wallensteinstraße, Südstrücken und Am Sauerwinkel, wodurch weite Teile vom Durchgangsverkehr entlastet sind. Die von West nach Ost verlaufende Wallensteinstraße bildet die Hauptstraße des Stadtteils, hier befindet sich der Marktplatz. Entlang der Straße verläuft die Trasse der Stadtbahn mit den Linien 3 und 7. An der Haltestelle Wallensteinstraße enden zudem die Stadtbahnlinie 17 und drei Regiobuslinien. Eine RegioSprinter-Linie fährt von hier zum hannoverschen ZOB sowie nach Pattensen. Ab Dezember 2023 verkehrt innerhalb Oberricklingens die Stadtbahnlinie 13 auf der neu gebauten Strecke entlang der Göttinger Chaussee von Wallensteinstraße bis zum neuen Endpunkt Hemmingen.

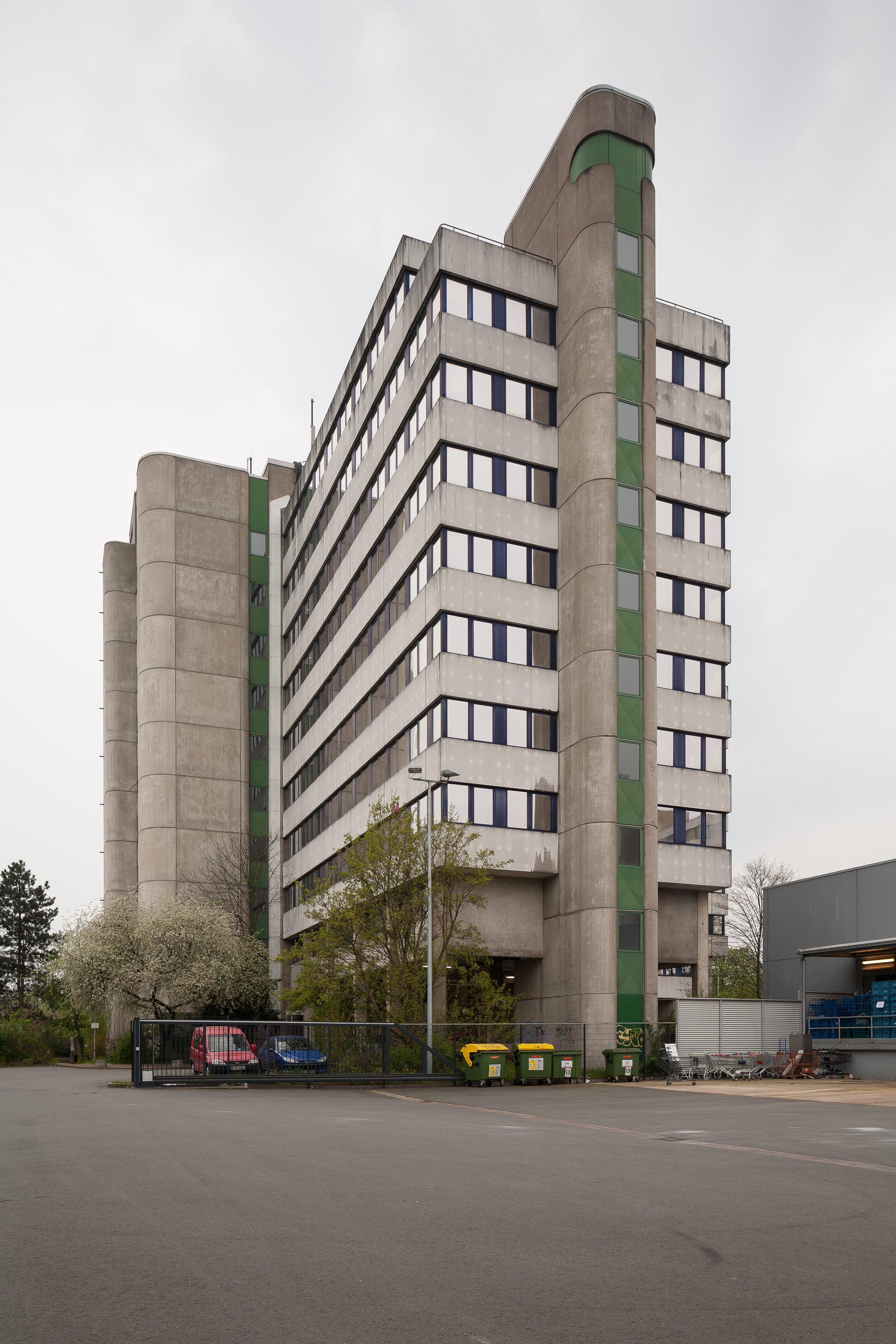
Finanzamt Hannover-Süd

Oberricklingen ist im Süden und Westen geprägt von Einfamilienhäusern und Reihenhäusern mit großen Gärten. Im Nordosten dominieren Mehrfamilienhäuser und Blockrandbebauung. Fast alle Gebäude stammen aus der Wiederaufbauzeit nach dem Zweiten Weltkrieg. Im Stadtteil gibt es die katholische St.-Augustinus-Kirche und die evangelisch-lutherische St.-Thomas-Kirche. Die neuapostolische Kirche wurde verkauft und wird heute als Atelier genutzt. Der Stadtteil hat vier Schulen: die Johannes-Keppler-Realschule, die Grundschule Wilhelm-Busch-Schule, die Peter-Ustistinov-Oberschule, die 2018 als Brennpunktschule galt, und die Förderschule Martin-Luther-King-Schule. In den beiden Oberricklinger Hochhäusern sind die Finanzämter Hannover-Süd und Hannover-Land I untergebracht.

## Ricklingen

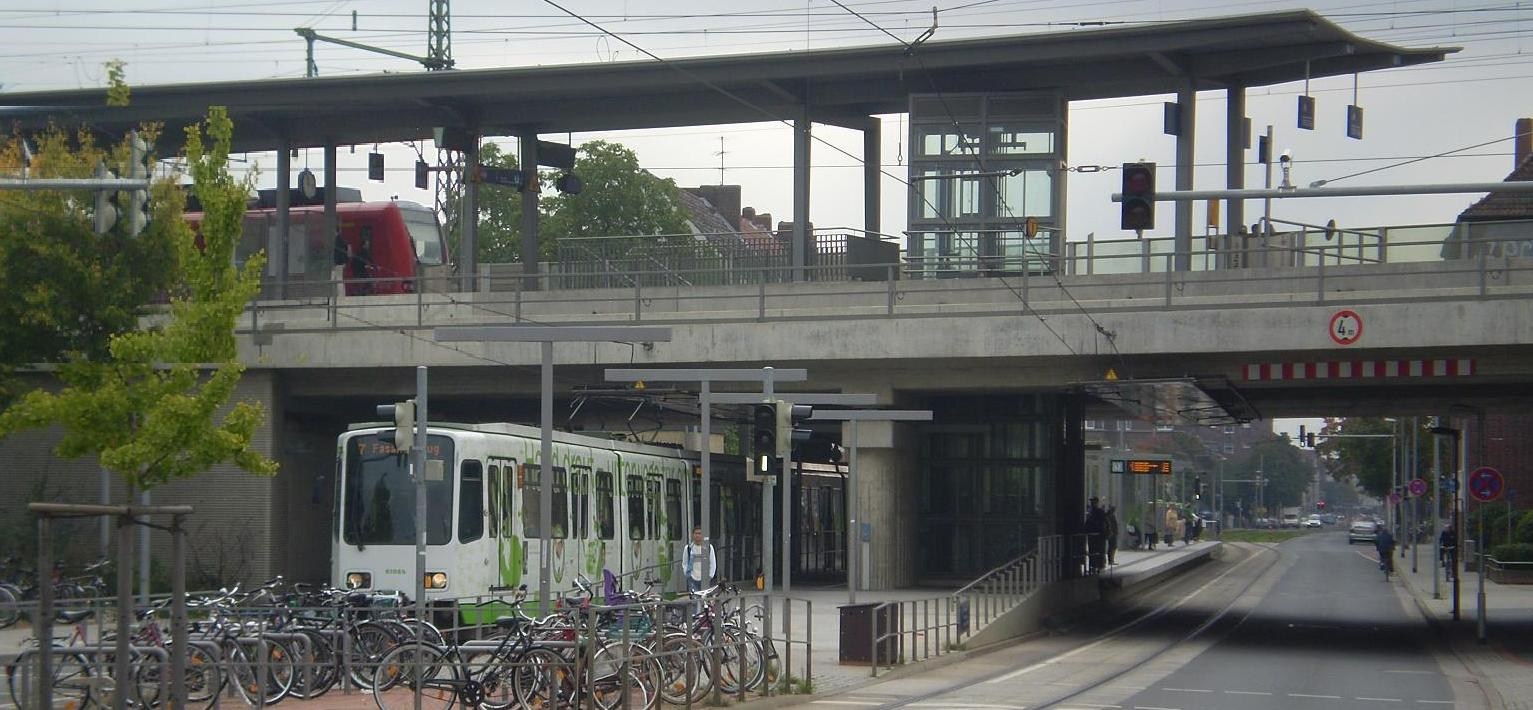
Bahnhof Hannover-Linden/Fischerhof:
S-Bahn (oben); Straßenbahn (unten)

Der Stadtteil Ricklingen liegt im Osten des gleichnamigen Stadtbezirks. Er ist über vier Stadtbahnlinien sowie mit drei S-Bahn-Linien aus der Innenstadt erreichbar. Ricklingen ist begrenzt im Norden vom Damm der Eisenbahnstrecke in Richtung Weetzen/Hameln und der Güterumgehungsbahn, im Osten von der Leine-Masch, im Süden vom Ricklinger Holz und im Westen durch die Frankfurter Allee, die als Bundesstraße 3 bis zum Bau der A 7 ein Teilstück der Hauptverkehrsachse Nord-Süd durch Hannover war. (Im Norden reicht Ricklingen mit seinem Industriegebiet weiter nach Westen bis zum Tönniesberg an der Nordwest-Ecke Oberricklingens.) Den Stadtteil-Mittelpunkt bildet der Schünemannplatz. Auf dem nördlicher gelegenen August-Holweg-Platz findet donnerstags der Wochenmarkt statt. Das Freizeitheim Ricklingen beherbergt das Bürgeramt und die Stadtbibliothek und ist im hannoverschen Karneval eine Sitzungshochburg. Die ev.-luth. Michaelis-Kirchengemeinde hat seit 1877 ihre neugotische Kirche an der Stammestraße und umfasst seit 1. Juli 2009 wieder den ganzen Stadtteil. Von 1962 bis 2009 befand sich westlich des Ricklinger Stadtwegs die nun wieder eingegliederte Maria-Magdalenen-Kirchengemeinde. Die katholische Kirche St. Monika wird seit 2008 als Klosterkirche von Vinzentinerinnen genutzt, sie entstand 1930 als St. Augustinus-Kirche aus einem ehemaligen Gasthaussaal und wurde später in St. Monika umbenannt. Die Ricklinger Kiesteiche südöstlich des Zentrums bieten den Hannoveranern Naherholungsmöglichkeiten.
Im alten bäuerlichen Dorfkern liegt die Edelhofkapelle aus dem 14. Jahrhundert mit Glasmalereien von Charles Crodel (1960). Im Dreißigjährigen Krieg lagerte Tilly im Wrampenhof an der Düsternstraße (jetzt steht dort ein Seniorenheim). Am 28. August 1905 wurde in Ricklingen die erste 400-Meter-Aschenbahn für Leichtathleten eingeweiht. Allerdings wurde sie wegen ihrer ungünstigen Lage kaum genutzt. Das Dorf Ricklingen wurde 1913 in die damalige Stadt Linden und mit dieser 1920 in die Stadt Hannover eingemeindet. Letzter Gemeindevorsteher war Karl Kreipe (* 17. November 1857 in Linden; † 17. Juli 1937 in Braunschweig). Nach ihm wurde 1977 der Kreipeweg (zuvor Teil der Beekestraße) in Ricklingen benannt. Von 1919 bis 1923 war der Werksflughafen der Hannoverschen Waggonfabrik am Tönniesberg der erste zivile Flughafen Hannovers. Im Jahre 1926 wütete in ganz Hannover wegen Verunreinigungen im Ricklinger Wasserwerk eine schwere Typhus-Epidemie. Im Februar 1946 führte ein Hochwasser der Leine zu einer Überschwemmung in Ricklingen. Davon zeugen Hochwassermarken am Pfarrhaus in der Pfarrstraße, am Haus Beekestraße 55, am Haus Ricklinger Stadtweg 46 und am Deichtor in der Düsternstraße. In der Folge entstand ein Hochwasserschutzdeich mit einem Deichtor, der schon mehrfach Hochwasser zurückgehalten hat. Mit einem an jenen Deich anschließenden Deich mit Deichscharten und neuer Mauer am Michaelisfriedhof wurde 2013 und 2014 im Südosten Ricklingens nordwestlich der Ihme, die hier Beeke heißt, der Hochwasserschutz erweitert, um künftigen Jahrhunderthochwassern zu begegnen. Im Telefunken-Gebäude an der Göttinger Chaussee entwickelte Walter Bruch 1962 das PAL-Farbfernsehsystem, mit dem in Deutschland ab 1967 Farbfernsehen eingeführt wurde.
In Ricklingen sind zwei bekannte Rugby-Vereine beheimatet, der Deutsche Rugby-Club Hannover 1905 sowie 08 Ricklingen. Beide Vereine konnten mehrfach die deutschen Meisterschaften der Rugby Union in Deutschland für sich entscheiden. Der DRC Hannover errang 1988, jährlich von 1998 bis 2002 und 2005 die Meisterschaft. 08 Ricklingen konnte die Deutsche Meisterschaft in den Jahren 1950, 1960 und 1974 für sich entscheiden. Der Stadtteil hat auch bekannte Fußballvereine: den TuS Ricklingen und die Sportfreunde Ricklingen, die von 1996 bis 1999 in der Regionalliga spielten.

## Wettbergen

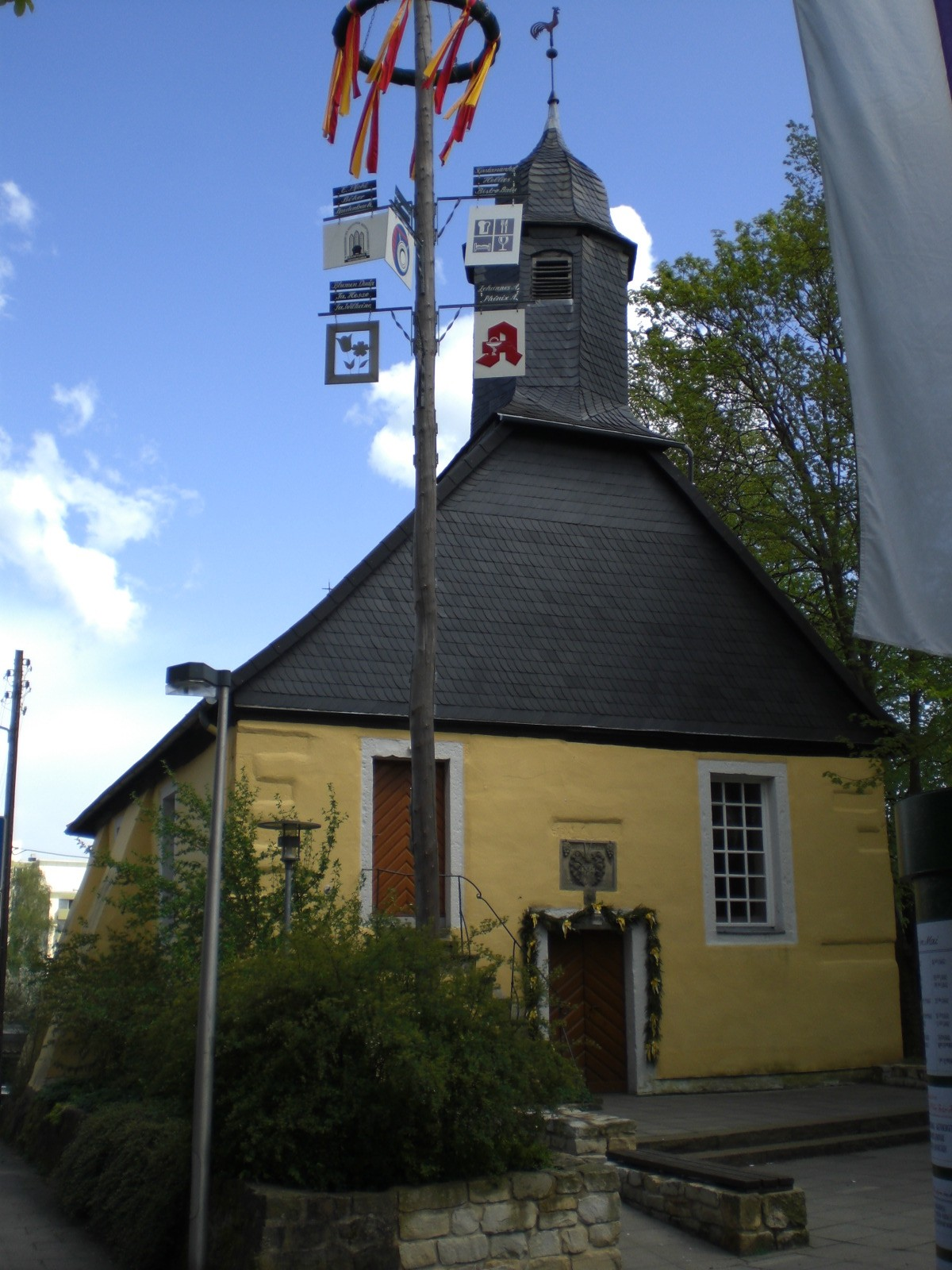
Die Wettberger Johannes-der-Täufer-Kirche

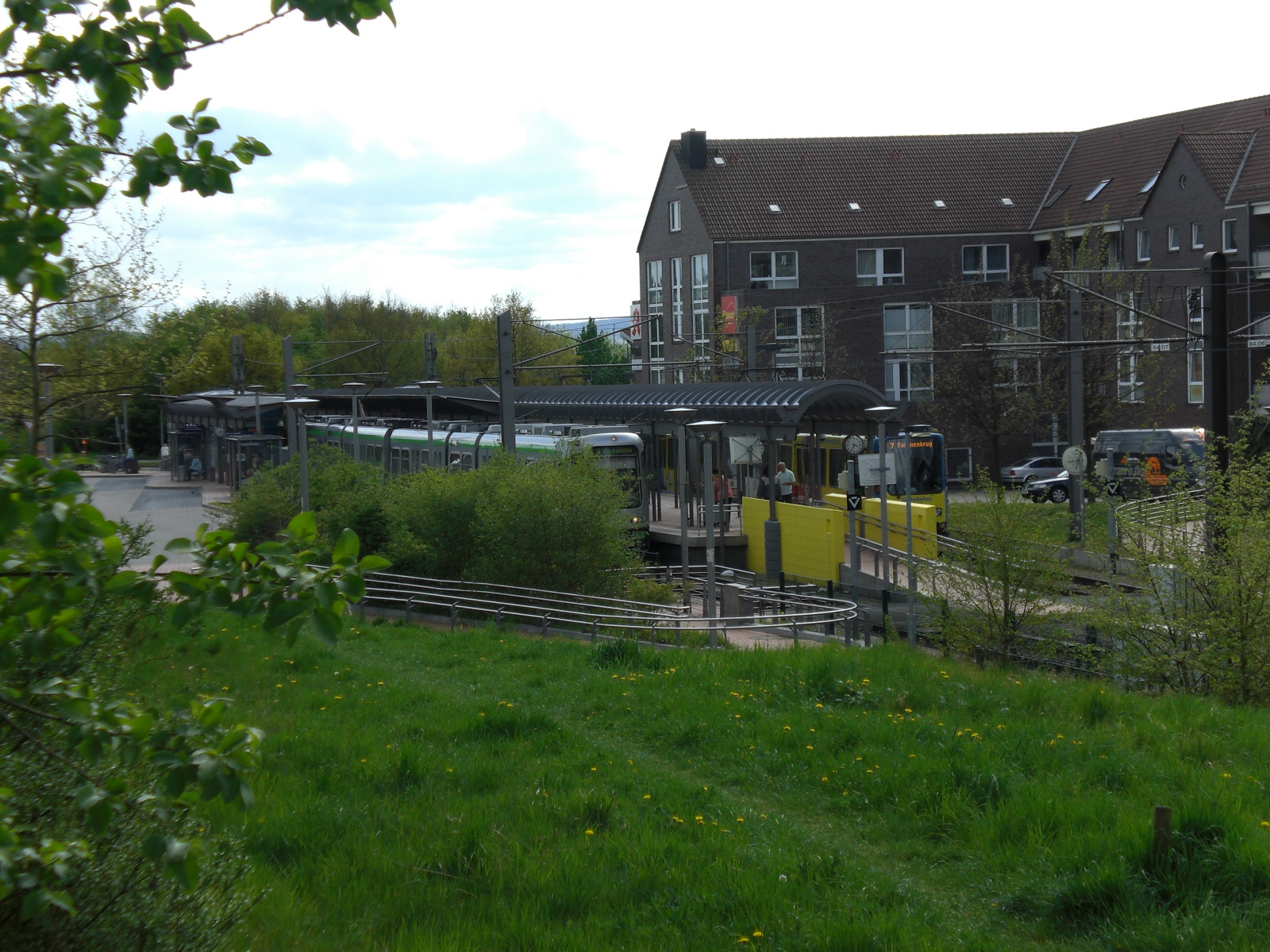
Endstation der Stadtbahn in Wettbergen-West

### Geografische Lage
Wettbergen grenzt nördlich an den Stadtteil Mühlenberg (IGS Mühlenberg und Pater-Kolbe-Gang), im Nordwesten an Oberricklingen (Bergfeldstraße, Stadtfriedhof Ricklingen und In der Rehre), im Süden bildet die Ihme zugleich die Stadtgrenze Hannovers mit Hemmingen, im Westen verläuft die Grenze zwischen Hannover und Ronnenberg durch die Feldmark.

### Geschichte
Erstmals wurde Wettbergen 1055 erwähnt. Der Name stammt vom altsächsischen Wort Hvat (de: scharf) und bedeutet so viel wie Ortschaft am steilen Hang. Es war der Stammsitz der Adelsfamilie von Wettberg, die in Niedersachsen im 17. Jahrhundert ausgestorben ist.
Die Hamelner Chaussee (B 217) trennt den alten Ortskern, in dem sich eine dörflich geprägte Struktur erhalten hat, von dem Neubaugebiet Wettbergen-West. Hier entstand in den 1980er und 1990er Jahren eine Siedlung mit Reihenhäusern, Einfamilienhäusern und viergeschossigen Mehrfamilienhäusern. Dieses Gebiet war ursprünglich für eine Erweiterung des Stadtteils Mühlenberg vorgesehen. Da der Mühlenberg inzwischen einen sehr schlechten Ruf als hochproblematischer sozialer Brennpunkt hatte und außerdem kein Bedarf an Großwohnsiedlungen mehr bestand, sondern nach stadtnahen Einfamilienhäusern, ordnete man es dem bürgerlich strukturierten Stadtteil Wettbergen zu.
Neben der Grundschule Wettbergen und der Henning-von-Tresckow-Grundschule befinden sich drei sehr große Gesamtschulen mit jeweils über 1500 Schülern in einem Umkreis von weniger als 3 km vom Stadtteil: Die Leonore-Goldschmidt-Schule in Mühlenberg, die Carl-Friedrich-Gauß-Schule in Hemmingen und die Marie-Curie-Schule in Ronnenberg. Seit 1999 ist Wettbergen Endpunkt der Stadtbahnlinien 3 und 7.
Die Freiwillige Feuerwehr Wettbergen ist im Fachgruppenkonzept der Feuerwehr Hannover für den ABC-Schutz zuständig. Sie wurde am 1. Mai 1881 durch 20 Landwirte und Handwerker gegründet. Die Fußballmannschaft der TuS Wettbergen spielt in der Kreisliga Hannover (Saison 2016/17).

### Eingemeindungen
Wettbergen wurde am 1. März 1974 im Zuge der niedersächsischen Kommunalreform nach Hannover eingemeindet.

### Wappen Wettbergen
Der Entwurf des Kommunalwappens von Wettbergen stammt von dem Heraldiker und Grafiker Alfred Brecht, der sämtliche Wappen in der Region Hannover entworfen hat. In den Sitzungen vom 26. April und 8. September 1962 hat der Gemeinderat den aufgrund der ermittelten Ortsgeschichte und der Urform des Adelswappens der Herren von Wettbergen den vom Heraldiker Alfred Brecht geschaffenen Entwurf einstimmig beschlossen.
| Wappen von Ricklingen | Blasonierung: „In Rot über goldenem Berg, darin ein blaues Wellenband, eine fliegende silberne Fledermaus mit Wolfskopf.“ |
| Wappen von Ricklingen | Wappenbegründung: Der goldene Berg und das blaue Wellenband deuten auf den Wettberger Berg und den Hirtenbach hin. Die fliegende silberne Fledermaus mit dem Wolfskopf ehrt das Adelsgeschlecht derer von Wettbergen. Die Farben Rot:Silber symbolisieren zudem das Bistum Minden und die Farben Blau:Gold die Oberherrschaft des Welfenhauses. |

## Bezirksrat
Der Stadtbezirksrat Ricklingen besteht aus gewählten 21 Mitgliedern. In seiner konstituierenden Sitzung am 11. November 2021 wählte der für eine Wahlperiode von fünf Jahren gewählte Bezirksrat erneut den seit 15 Jahren amtierenden Andreas Markurth (SPD) zum Bezirksbürgermeister. Sein bisheriger Stellvertreter Michael Dette hatte nicht erneut für den Bezirksrat kandidiert. Neuer Stellvertreter Markurths ist Wigbert Mecke (Grüne). Der Bezirksrat Ricklingen tagt etwa neunmal im Jahr öffentlich, in der Regel im Freizeitheim Ricklingen. Die Sitzverteilung, die Mitglieder des Stadtbezirksrates und ihre Erreichbarkeit sind auf der Webseite Hannover.de dargestellt.
Die Stadt Hannover hat in ihrer Hauptsatzung von der Möglichkeit des Niedersächsischen Kommunalverfassungsgesetzes Gebrauch gemacht, dass die Mitglieder des Rates, deren Wahlbereich ganz oder teilweise im jeweiligen Stadtbezirk liegt oder die dort wohnen, dem Stadtbezirksrat mit beratender Stimme angehören.
Wahl 2021
Bei der Kommunalwahl vom 12. September 2021 blieb die SPD stärkste Partei mit 7 Sitzen. Die CDU erreichte 5 Sitze. Bündnis 90/Die Grünen bekamen 4 Sitze. Die AfD erhielt 2 Sitze. FDP, Die Linke und die Partei Volt erzielten je einen Sitz. Von den 21 gewählten Mitgliedern des Bezirksrates sind acht Frauen (SPD vier, CDU und Grüne je zwei).
Wahlen 2016
Bei der Kommunalwahl 2016 wurde die SPD mit 33,5 % (7 Sitze) erneut stärkste Partei im Bezirksrat. Die erstmals vertretene AfD wurde mit 13,8 % (3 Sitze)nach der CDU mit 27,8 % (7 Sitze) drittstärkste Partei. Bündnis 90/Die Grünen erreichten 10,7 % (1 Sitz), die Partei Die Linke 5,3 % (1 Sitz) und die FDP 3,5 % (1 Sitz).
Wahlen 2011
Bei der Kommunalwahl vom 11. September 2011 wurde die SPD mit 45,1 Prozent der Stimmen wieder die stärkste Partei im Stadtbezirk und stellt mit Andreas Markurth den Bezirksbürgermeister. Die Grünen wurden mit 17,0 Prozent nach der CDU (30,0 Prozent) drittstärkste Partei und stellen den stellvertretenden Bezirksbürgermeister, seit Mai 2013 Michael Dette (und bis dahin Sabine Tegtmeyer-Dette).

## Bevölkerungsentwicklung
Seit 2005 lag die Bevölkerungszahl Ricklingens etwa bei 43.000 bis 44.000. Den (Jahresend-)Höchststand der 2010er Jahre erreichte Ricklingen im Jahr 2018, das gilt auch für die einzelnen Stadtteile, außer Ricklingen (2017) und Mühlenberg (2016). Den deutlichsten Einwohnerzuwachs zwischen 2011 und 2019 verzeichnete Mühlenberg mit mehr als 10 Prozent.

Einwohnerentwicklung im Stadtbezirk

| Entwicklung der Bevölkerungszahl seit 2011 | Entwicklung der Bevölkerungszahl seit 2011 | Entwicklung der Bevölkerungszahl seit 2011 | Entwicklung der Bevölkerungszahl seit 2011 | Entwicklung der Bevölkerungszahl seit 2011 | Entwicklung der Bevölkerungszahl seit 2011 | Entwicklung der Bevölkerungszahl seit 2011 |
| ------------------------------------------ | ------------------------------------------ | ------------------------------------------ | ------------------------------------------ | ------------------------------------------ | ------------------------------------------ | ------------------------------------------ |
| Jahr                                       | Bornum                                     | Mühlenberg                                 | Oberricklingen                             | Ricklingen                                 | Wettbergen                                 | Gesamt                                     |
| 2011 (a)                                   | 1.350                                      | 6.528                                      | 10.352                                     | 12.768                                     | 12.409                                     | 43.407                                     |
| 2015                                       | 1.375                                      | 7.546                                      | 10.775                                     | 12.987                                     | 12.936                                     | 45.619                                     |
| 2018                                       | 1.428                                      | 7.541                                      | 10.797                                     | 13.133                                     | 13.278                                     | 46.177                                     |
| 2020                                       | 1.416                                      | 7.465                                      | 10.657                                     | 12.961                                     | 13.174                                     | 45.673                                     |

## Persönlichkeiten
- Wilhelm Röttger (1894–1946), Scharfrichter in Deutschland zur Zeit des Nationalsozialismus
- Kurt Albrecht (1895–1971), Komponist
- Friedrich Bartels (1903–1973), lutherischer Theologe und Vizepräsident des Landeskirchenamtes Hannover, war von 1945 bis 1956 Pastor der Kirchengemeinde Wettbergen
- Niclas Füllkrug (* 1993), Fußballspieler, wuchs in Oberricklingen auf
- Marcelo Salinas (* 1995), Fußballtorhüter, wuchs in Wettbergen auf
- Waldemar Anton (* 1996), Fußballspieler, wuchs in Mühlenberg auf
- Niklas Feierabend (1997–2016), Fußballspieler, wuchs in Wettbergen auf